# Вікіцитати
Вікіцитати — вільне інтернет-зібрання цитат відомих осіб, висловів із книг, фільмів тощо. Сайт створений фондом «Вікімедія» із застосуванням технології «Вікі». Усі розміщені у Вікіцитатах цитати можна використовувати за умовами ліцензії GNU Free Documentation License.

## Перша десятка Вікіцитат
Вікіцитати є (тобто існує хоча б одна повноцінна стаття) 76-ма мовами. Найбільші 10 мовних розділів за кількістю статей (станом на 1 листопада 2018):
1. Англійська — 32 771
2. Італійська — 30 318
3. Польська — 23 822
4. Російська — 12 213
5. Чеська — 9164
6. Перська — 8484
7. Німецька — 7819
8. Португальська — 7203
9. Іспанська — 6694
10. Українська — 5704

## Україномовні Вікіцитати
Українські Вікіцитати утворились 18 серпня 2004 року.
Зараз в Українських Вікіцитатах близько 5 000 статей (станом на 3 листопада 2016), за кількістю статей проєкт посідає 9 місце. У проєкті зареєстровано близько 6 971 користувачів, є 6 адміністраторів і 2 бюрократи.

### Історія Українських Вікіцитат

#### 2005
- Створено перші статті.

#### 2007
- листопад: написано 500-ту статтю.

#### 2008
- 11 лютого: створено Довідку.
- літо: під час голосування затверджено назву проєкту: Вікіцитати.

#### 2009
- весна: офіційно подано запит на зміну назви проєкту на Вікіцитати, логотип змінено на україномовний.
- 29 жовтня: написано 1000-ну статтю — q:Гарві Мілк.

#### 2011
- 24 червня: в Українських Вікіцитатах 15 000 редагувань.
- 29 липня: Українські Вікіцитати обійшли угорські за кількістю статей, посівши 23-є місце.
- листопад: Українські Вікіцитати обійшли перські за кількістю статей, посівши 22-е місце.

#### 2012
- 3 квітня: Українські Вікіцитати обійшли китайські за кількістю статей, посівши 21-е місце.
- квітень-травень: Нідерландські Вікіцитати проводять масову чистку статей, унаслідок чого вилучено кількасот сторінок, а голландський розділ за кількістю статей опустився на кілька позицій, натомість український піднявся на 20-е місце.
- травень: в Українських Вікіцитатах 20 000 редагувань.
- 23 травня: Українські Вікіцитати обійшли індонезійські за кількістю статей, посівши 19-е місце.
- липень: в Українських Вікіцитатах 25 000 редагувань.

#### 2013
- 25 січня: Українські Вікіцитати обійшли грецькі за кількістю статей, посівши 18-е місце.
- 4 лютого: в українських Вікіцитатах 30 000 редагувань.
- 4 лютого: написано 2000-ну статтю — q:Огненне коло.
- 17 лютого: Українські Вікіцитати обійшли Вікіцитати мовою есперанто за кількістю статей, посівши 17-е місце.
- 2 березня: Українські Вікіцитати обійшли литовські за кількістю статей, посівши 16-е місце.
- 3 вересня: Українські Вікіцитати обійшли гебрейські за кількістю статей, посівши 15-е місце.
- 23 листопада: Українські Вікіцитати обійшли словенські за кількістю статей, посівши 14-е місце.

#### 2015
- 16 серпня: створено усіх лауреатів Нобелівської премії з літератури, чого нема у жодному іншому розділі.
- 20 вересня: написано 3000-ну статтю — q:Свистович Михайло Богданович.
- 28 вересня: в Українських Вікіцитатах 50 000 редагувань.
- 2 жовтня: Українські Вікіцитати обійшли турецькі за кількістю статей, посівши 13-е місце.
- 6 листопада: в Українських Вікіцитатах 10 000 сторінок.

#### 2016
- 29 січня: започатковано проєкт «Цитата дня»
- 20 лютого: в Українських Вікіцитатах 60 000 редагувань.
- 28 лютого: написано 4000-ну статтю — q:Оснач Сергій.
- 29 лютого: Українські Вікіцитати обійшли боснійські за кількістю статей, посівши 12-е місце.
- 18 березня: Українські Вікіцитати обійшли перські за кількістю статей, посівши 11-е місце.
- 26 березня: Українські Вікіцитати обійшли французькі за кількістю статей, посівши 10-е місце.
- 27 березня: створено усі статті про персоналії з Топ-1000.
- 9 серпня: Українські Вікіцитати обійшли словацькі за кількістю статей, посівши 9-е місце.
- 27 вересня: в Українських Вікіцитатах 15 000 сторінок.
- 2 жовтня: в Українських Вікіцитатах 70 000 редагувань.
- 3 листопада: написано 5000-ну статтю — q:Бойкот російського кіно.

#### 2023
- Станом на 21 квітня 2023 року проєкт налічує 8502 статті.